# Horniman Museum
Horniman Museum je muzeum v Londýnském obvodu Lewisham v oblasti Forest Hill. Bylo založeno roku 1898 a zpřístupněno pro veřejnost roku 1901. Autorem návrhu budovy muzea byl Charles Harrison Townsend.
Muzeum bylo založeno viktoriánským obchodníkem s čajem Frederickem Johnem Hornimanem a obsahuje jeho sbírky přírodopisných předmětů, kulturních artefaktů a hudebních nástrojů.
Roku 1911 byla muzeu věnovaná další budova synem zakladatele Emsliem Hornimanem. Roku 1999 bylo muzeum rekonstruováno a 14. června 2002 znovu zpřístupněno.
Muzeum obsahuje tzv. budovu CUE (Centre for Understanding the Environment – centrum pro poznání životního prostředí). Ta byla otevřena roku 1996 a jejím autorem je místní společnost Architype. Budova má střechu osázenou trávníkem a je postavena z materiálů, které odpovídají myšlence trvale udržitelného rozvoje. Je také vybavena pasivní ventilací.
Muzeum se specializuje na antropologii, přírodovědu a hudební nástroje a její sbírky obsahují 350 000 předmětů. Mezi jeho nejvýznamnější exponáty patří rozsáhlá kolekce vycpaných zvířat.
Muzeum je obklopeno zahradami s plochou 65 000 m², v nichž lze mimo jiné nalézt skleník, hudební pavilón z roku 1912, malou oboru a naučnou stezku.